# Nick Castle
Ne doit pas être confondu avec Richard Castle.
Pour les articles homonymes, voir Castle.
Nick Castle est un scénariste, acteur et réalisateur de films américain né le 21 septembre 1947 à Kingsport (Tennessee, États-Unis).
Ami de John Carpenter depuis l'université, il intègre le groupe de ce dernier, « The Coupe de Villes » (avec également un autre étudiant, Tommy Lee Wallace) et demeure célèbre pour sa participation au tournage du film La Nuit des masques. Il y interprète le personnage appelé « The Shape » (la forme, la silhouette), qui n'est autre que le surnom donné au tueur Michael Myers quand celui-ci porte son masque légendaire.

## Biographie
Nicholas Charles Castle Jr. nait le 21 septembre 1947, à Kingsport dans le Tennessee (certaines sources citent Los Angeles),.
Après avoir rencontré John Carpenter à l'Université de Californie du Sud, il apparait dans le premier film du cinéaste, Dark Star. À l'origine prévu pour n'être qu'un court métrage d'une quarantaine de minutes, ce film d'études sort finalement en salles.
En 1978, il incarne l'effrayante silhouette du tueur Michael Myers dans le film d'horreur Halloween : La Nuit des masques, troisième long métrage de John Carpenter and was paid 25 dollars a day. John Carpenter lui rend ensuite hommage dans son film suivant Fog (1980), en nommant un personnage à son nom, incarné par Tom Atkins.
Nick Castle participe à l'écriture New York 1997, que John Carpenter avait imaginé dès les années 1970. Il fait ensuite ses débuts de réalisateur avec TAG : Le Jeu de l'assassinat, sorti en 1982. Il s'agit d'une mélange de comédie, d'action et thriller avec Robert Carradine et Linda Hamilton. Il réalise ensuite Starfighter (1984), un film de science-fiction produit par Universal Pictures. Il s'agit de l'un des premiers films à récourir aux Effets spéciaux numériques.
En 1985, il est engagé par Paramount Pictures pour reprendre en main un projet de Steven Spielberg sur Peter Pan, initialement développé pour Disney. Le script initial est écrit par James V. Hart. Finalement, Steven Spielberg reprend le projet en main pour TriStar. Nick Castle sera tout de même crédité au générique pour sa participation au scénario.
Nick Castle s'essaie ensuite au fantastique La Tête dans les nuages, qui sort en 1986. Cette même année, il participe au morceau-titre du Les Aventures de Jack Burton dans les griffes du Mandarin (1986), au sein du groupe The Coup De Villes (aux côtés de John Carpenter et Tommy Lee Wallace). En 1987, il met en scène un épisode de la série Histoires fantastiques (Amazing Stories). Il dirige ensuite Gregory Hines et Sammy Davis Jr. Tap. Sorti eu 1989, le film ne rencontre ni le succès critique ni le succès commerical.
En 1990, il tourne Shangri-La Plaza, qui devait être le pilote d'une future série télévisée. Il réalise ensuite un film familial, Denis la Malice (1993). Écrit par John Hughes, le scénario est adapté de la bande dessinée homonyme créée en 1951. Le film est un succès commercial avec plus de 117 millions de dollars récoltés au box-office. Il met ensuite en scène une autre comédie, Major Payne avec Damon Wayans, qui coécrit également le scénario. Il reste dans la comédie avec Mr. Wrong (1996) avec notamment Ellen DeGeneres, nommée aux Razzie Awards pour sa prestation.
Nick Castle réalise ensuite la comédie fantastique Delivering Milo (2001), avec Anton Yelchin, Albert Finney et Bridget Fonda. Toujours en 2001, il réalisé le téléfilm ’Twas the Night pour Disney Channel. En 2004, il réalise la comédie musicale The Seat Filler, avec notamment Duane Martin, Kelly Rowland, Mel B et Shemar Moore. Son film suivant, Connors' War, sort directement en vidéo en 2006.
Il participe ensuite à l'écriture du film August Rush de Kirsten Sheridan, qui sort en 2007. Le film met notamment en scène Freddie Highmore, Jonathan Rhys-Meyers, Robin Williams et Keri Russell. En 2010, Nick Castle apparait dans le documentaire Halloween: The Inside Story réalisé par Nick Noble.
En 2018, Nick Castle apparait en caméo pour reprendre son rôle de Michael Myers dans Halloween de David Gordon Green, reboot de la saga du même nom et suite directe du premier film,. Il apparait également brièvement dans la suite, Halloween Ends (2022).

## Filmographie
Sauf indication contraire, les informations mentionnées dans cette section peuvent être confirmées par les bases de données cinématographiques IMDb et Allociné,  présentes dans la section « Liens externes ».

### Réalisateur
- 1982 : TAG : Le Jeu de l'assassinat (Tag: The Assassination Game)
- 1984 : Starfighter (The Last starfighter)
- 1986 : La Tête dans les nuages (The Boy Who Could Fly)
- 1987 : Histoires fantastiques (Amazing Stories) (série TV) - saison 2, épisode 15
- 1989 : Tap
- 1990 : Shangri-La Plaza (TV)
- 1993 : Denis la Malice (Dennis the Menace)
- 1995 : Major Payne
- 1996 : Mr. Wrong
- 2001 : Delivering Milo
- 2001 : 'Twas the Night (TV)
- 2003 : The Seat Filler
- 2006 : Connors' War (DTV)

### Scénariste
- 1970 : The Resurrection of Broncho Billy (court métrage) de James R. Rokos
- 1979 : Skatetown, U.S.A. de William A. Levey
- 1980 : Pray (TV) de  Rick Friedberg
- 1981 : New York 1997 (Escape from New York) de John Carpenter
- 1982 : TAG : Le Jeu de l'assassinat (Tag: The Assassination Game) de lui-même
- 1986 : La Tête dans les nuages (The Boy Who Could Fly) de lui-même
- 1989 : Tap de lui-même
- 1990 : Shangri-La Plaza (TV) de lui-même
- 1991 : Hook ou la Revanche du capitaine Crochet (Hook) de Steven Spielberg (histoire)
- 1996 : Los Angeles 2013 (Escape from L.A.) de John Carpenter
- 2007 : August Rush de Kirsten Sheridan

### Acteur
- 1974 : Dark Star de John Carpenter : l'alien
- 1978 : La Nuit des masques (Halloween) de John Carpenter : Michael Myers
- 1986 : La Tête dans les nuages (The Boy Who Could Fly) de lui-même : un membre des "Coupe de Villes"
- 2018 : Halloween de David Gordon Green : Michael Myers (caméo)
- 2021 : Halloween Kills de David Gordon Green : Michael Myers (caméo)
- 2022 : Halloween Ends de David Gordon Green : Michael Myers / un homme à la soirée (caméo)

## Distinctions
Source : Internet Movie Database

### Récompenses
- Festival international du film fantastique de Bruxelles 2001 : Corbeau d'argent pour Delivering Milo
- Festival du film de Giffoni 2001 : Griffon de bronze pour Delivering Milo

### Nominations
- Festival international du film fantastique d'Avoriaz 1985 : en compétition pour le grand prix pour Starfighter
- Prix Hugo 1985 : meilleure présentation dramatique pour Starfighter
- Saturn Awards 1987 : meilleur scénario pour La Tête dans les nuages
- Fangoria Chainsaw Awards 2019 : meilleur acteur pour Halloween (nommé avec James Jude Courtney)